# Flo & Eddie
Flo & Eddie (Mark Volman jako Flo a Howard Kaylan jako Eddie) byla americká rocková skupina. Založili ji členové skupiny The Turtles Mark Volman a Howard Kaylan v roce 1970. Jistou dobu duo doprovázelo Franka Zappu.

## Diskografie

### sFrankem Zappou
- Chunga's Revenge (1970)[4]
- Fillmore East - June 1971 (1971)
- 200 Motels (soundtrack) (1971)[5]
- Just Another Band from L.A. (1972)
- You Can't Do That on Stage Anymore, Vol. 1 (1988)
- You Can't Do That on Stage Anymore, Vol. 3 (1989)
- You Can't Do That on Stage Anymore, Vol. 6 (1992)
- Playground Psychotics (1992)

### Flo & Eddie
- The Phlorescent Leech & Eddie (1972)
- Flo & Eddie (1974)
- Illegal, Immoral and Fattening (1975)
- Moving Targets (1976)
- Rock Steady With Flo & Eddie (1981)
- The History of Flo & Eddie and the Turtles (1983)
- The Best of Flo & Eddie (1987)
- The Turtles featuring Flo & Eddie Captured Live! (1992)
- New York "Times" (2009)